# Pereszteg, Győr-Moson-Sopron
Pereszteg  este un sat în districtul Sopron, județul Győr-Moson-Sopron, Ungaria, având o populație de 1.423 de locuitori (2011). 

## Demografie
Componența etnică a satului Pereszteg
     Maghiari (95,74%)
     Germani (1,54%)
     Români (1,4%)
     Croați (1,03%)
     Necunoscut (0,29%)
     Alții (0,29%)
Componența confesională a satului Pereszteg
     Romano-catolici (70,2%)
     Fără religie (4,36%)
     Reformați (2,74%)
     Luterani (1,05%)
     Necunoscută (20,94%)
     Alte religii (2,46%)
Conform recensământului din 2011, satul Pereszteg avea 1.423 de locuitori. Din punct de vedere etnic, majoritatea locuitorilor (95,74%) erau maghiari, existând și minorități de germani (1,54%), români (1,4%) și croați (1,03%). Apartenența etnică nu este cunoscută în cazul a 0,29% din locuitori.  Din punct de vedere confesional, majoritatea locuitorilor (70,2%) erau romano-catolici, existând și minorități de persoane fără religie (4,36%), reformați (2,74%) și luterani (1,05%). Pentru 20,94% din locuitori nu este cunoscută apartenența confesională.